# Christiansgave
Christiansgave er et parkanlæg, beliggende nær Hjørring centrum.
Christiansgave er i dag et yndet udflugtssted, hvor unge som gamle samles. Græsarealerne er flittigt benyttet til solbadning, læsning, og socialt samvær i sommerhalvåret. Der er ligeledes en legeplads på stedet. Parken er desuden kendt for at huse nogle af byens ældste og største træer.